# 黃若元
黃若元（Huang Ruoyuan，1996年3月12日—），出生於湖北武汉。中國內地女演員，華誼兄弟聚星簽約藝人。

## 演艺经历
2018年畢業於東華大學表演系並在同年出演了由華誼兄弟浩瀚跟華誼兄弟聚星聯合出品的《喵喵汪汪有妖怪》 ，从而順利踏進影藝圈。
2019年，黃若元出演了《 時光與你都很甜》與《彗星來的那一夜2》。
2020年，以學員的身份參加騰訊視頻偶像女團競演養成類真人秀節目《創造營2020》。

## 影视作品

### 电视剧
| 播出日期 | 播出平台 | 名稱                | 饰演角色 | 备注   |
| 2018年   |          | 《喵喵汪汪有妖怪》  |          | 古装剧 |
| 2019年   | 芒果TV   | 《时光与你都很甜》  | 吳嘉怡   |        |
| 2019年   | 芒果TV   | 《彗星來的那一夜2》 | 丹丹     | 爱情剧 |

### 综艺节目
| 播出日期     | 播出平台 | 節目名稱       |
| 2020年5月2日 | 腾讯视频 | 《创造营2020》 |

## 音乐作品

### 创造营2020时期
| 发行时间 | 歌曲名称（歌曲说明）        | 原唱者           |
| 2020     | 《什麼什麼》（初舞台）      | 蔡依林           |
| 2020     | 《窒息》 （第一次公演曲目） | 余佳運、Sihan    |
| 2020     | 《你最最最重要》（主题曲）  | 创造营2020练习生 |

## 外部連結
- 黃若元的新浪微博